# Coupe de France 1925/1926
Devátý ročník Coupe de France (francouzského fotbalového poháru) se konal od 11. října do 9. května 1926. Celkem turnaj hrálo 336 klubů.
Trofej získal podruhé v klubové historii Olympique Marseille, který ve finále porazil AS Valentigney 4:1.